# Hannibal (wieś)
Hannibal – wieś w Stanach Zjednoczonych, w stanie Nowy Jork, w hrabstwie Oswego.